# Tropisternus
Tropisternus es un género de coleópteros acuáticos de la familia Hydrophilidae. El género tiene 63 especies en 5 subgéneros en América del Norte y América del Sur.

## Especies
- Subgénero Homostethus
  - Tropisternus cordieri Orchymont, 1922
- Subgénero Pleurhomus
  - Tropisternus sahlbergi Sharp, 1883
- Subgénero Pristoternus
  - Tropisternus apicipalpis (Chevrolat, 1834)
  - Tropisternus chalybeus Laporte, 1840
  - Tropisternus crassus Sharp, 1882
  - Tropisternus laevis (Sturm, 1826)
  - Tropisternus latus (Brullé, 1837)
  - Tropisternus mergus Say, 1835
  - Tropisternus missionum Fernández & Bachmann, 2000
  - Tropisternus mutatus Fernández & Bachmann, 2000
  - Tropisternus noa Fernández & Bachmann, 2000
  - Tropisternus ovalis Castelnau, 1840
  - Tropisternus phyllisae Spangler & Short, 2008
- Subgénero Strepitornus
  - Tropisternus collaris (Fabricius, 1775)
  - Tropisternus niger Orchymont, 1938
- Subgénero Tropisternus
  - Tropisternus affinis Motschulsky, 1859
  - Tropisternus blatchleyi Orchymont, 1922
  - Tropisternus californicus (LeConte, 1855)
  - Tropisternus columbianus Brown, 1931
  - Tropisternus glaber (Herbst, 1797)
  - Tropisternus lateralis (Fabricius, 1775)
  - Tropisternus mixtus (LeConte, 1855)
  - Tropisternus natator Orchymont, 1938
  - Tropisternus obscurus Sharp, 1882
  - Tropisternus orvus Leech, 1945
  - Tropisternus quadristriatus (Horn, 1871)
  - Tropisternus richmondi Spangler & Short, 2008
  - Tropisternus salsamentus Fall, 1901
  - Tropisternus sublaevis (LeConte, 1855)
  - Tropisternus surinamensis Spangler & Short, 2008